# Нора (остров)
Нора (англ. Nora) — остров в составе архипелага Дахлак в Красном море, принадлежит Эритрее. Площадь острова — 105,15 км². Длина острова составляет 17,0 км, ширина — 16,3 км. Высота — 37 метров над уровнем моря (на северо-востоке).
Население острова составляет 373 человека в 66 хозяйствах (по состоянию на 2009 год).
Подобно населению двух других обитаемых островов архипелага (Дахлак-Кебир и Дехель), жители Норы говорят на дахлике.
Главный населённый пункт острова — Нора.